# John W. Hunter

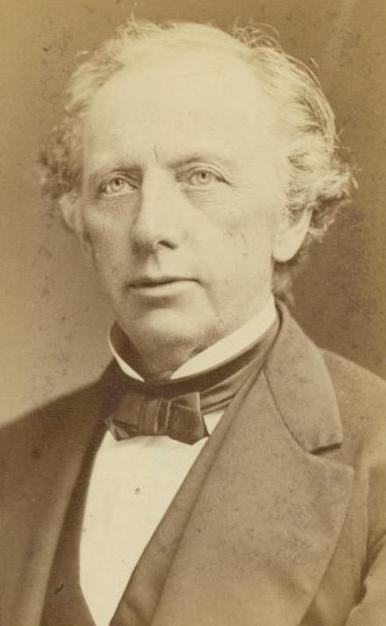
John Ward Hunter

John Ward Hunter (* 15. Oktober 1807 in Bedford, New York; † 16. April 1900 in Brooklyn, New York) war ein US-amerikanischer Politiker. In den Jahren 1866 und 1867 vertrat er den Bundesstaat New York im US-Repräsentantenhaus.

## Werdegang
John Ward Hunter wurde ungefähr fünf Jahre vor dem Ausbruch des Britisch-Amerikanischen Krieges in Bedford, heute Teil von Brooklyn und besser bekannt als Teil von Bedford–Stuyvesant, geboren. Er genoss eine bescheidene Schulbildung. Als Büroangestellter (clerk) war er 1824 in einer Lebensmittelgroßhandlung in New York City tätig sowie zwischen 1831 und 1836 im Bundeszollamt in New York City. Zwischen 1836 und 1865 war er Assistant Auditor im Bundeszollamt. Er war Treasurer der Dime Savings Bank in Brooklyn.
Politisch gehörte Hunter der Demokratischen Partei an. Er wurde am 4. Dezember 1866 im dritten Wahlbezirk von New York in das US-Repräsentantenhaus in Washington, D.C. gewählt, um dort die Vakanz zu füllen, die durch den Tod von James Humphrey entstand. Am 26. Januar 1867 wurde er für den Einsatz von unparlamentarischer Sprache vom Repräsentantenhaus getadelt. Da er auf eine erneute Kandidatur im Jahr 1866 verzichtete, schied er nach dem 3. März 1867 aus dem Kongress aus. Er war in den Jahren 1875 und 1876 Bürgermeister der damals noch eigenständigen Stadt Brooklyn. Darüber hinaus ging er wieder seinen Bankgeschäften nach. Er verstarb am 16. April 1900 in Brooklyn und wurde auf dem Green-Wood Cemetery beigesetzt.